# Euchlaena sirenaria
Euchlaena sirenaria là một loài bướm đêm trong họ Geometridae.